# سنطروق الثاني
سنطروق الثاني: هو آخر ملوك مملكة الحضر، حكم من حوالي 205 إلى 241م. وهو ابن الملك عبدسميا، وعثر على اسمه في تسعة نقوش اكتشفت في الحضر. تولى الحكم بعد أبيه الملك عبدسميا، يعرف سنطروق الثاني في المصادر السورية القديمة باسم ساناترو وفي المصادر العربية باسم الضيزن ويلقبونه الساطرون. يعتقد أن زوجته هي أبو، ولسنطروق الثاني اثنين من الأبناء عبدسميا و مانا أو مَعن الذي حكم المنطقة الواقعة جنوب شرق الرها. أما ابنته فهي دوشفري التي جسدها تمثال محفوظ في المتحف العراقي ببغداد، وتشير بعض الأدلة أن سنطروق الثاني تمكّن من توسيع رقعة مملكته.
وخلال حكم سنطروق الثاني أصبحت الحضر تابعة للرومان. وقرابة العام 226/227م للميلاد هاجم الساسانيون مدينة الحضر لكنهم فشلوا، إلا أنهم تمكنوا من غزوها وتدميرها قرابة العام 241 للميلاد.
وفي مصادر الإخباريون العرب سنطروق الثاني يسمى الساطرون ويكنوه أبا نصر، وعن اسمه قال أبو عبيدة: «الملك الضيزون بن معاوية بن مالك التنوخي القضاعي، ويلقب بالساطرون».ويزعم أبو عبيدة أن عمرو بن عدي هو حفيد نصر بن الساطرون، ويقول:«عمرو بن عدي بن نصر اللخمي هذا نسبة أهل اليمن، وأما ما يقول علماؤنا فيقولون: نصر بن الساطرون بن أسيطرون ملك الحضر وهو الجرمقاني من أهل الموصل».
وعن سقوط مملكة الحضر يجعلها ابن إسحاق على يد سابور الأول، ويقول:«كان كسرى سابور ذو الأكتاف غزا ساطرون ملك الحضر فحصره سنتين، فأشرفت بنت الساطرون يوماً فنظرت إلى سابور وعليه ثياب ديباج وعلى رأسه تاج من ذهب مكلل بالزبرجد والياقوت واللؤلؤ وكان جميلاً وسيماً، فدست إليه: أتتزوجني إن فتحت لك باب الحضر؟ قال: نعم. فلما أمسى الساطرون شرب حتى سكر، وكان لا يبيت إلا سكران، فأخذت مفاتيح الحضر من تحت رأسه فبعثت بها مع مولى لها ففتح الباب، فدخل سابور فقتل ساطرون واستباح الحضر وخربه». أما ابن قتيبة فيخالف ابن إسحاق ويجعل سقوط مملكة الحضر على يد أردشير الأول، ويقول:«السّاطرون، وكانت ابنته قد هويت أردشير، فدلته على عورة في حصن المدينة».